# Június 20.
Június 20. az év 171. (szökőévben 172.) napja a Gergely-naptár szerint. Az évből még 194 nap van hátra.
Névnapok: Rafael + Baltazár, Benigna, Dea, Deodát, Deodáta, Dina, Fabiána, Feliciána, Floransz, Florencia, Florentina, Gemma, Koppány, Margit, Özséb, Rafaella, Ráfis, Szilamér, Szörénke, Szörényke, Polett

## Események
- 451 – Az Attila vezette hun sereg megütközik Catalaunumnál a rómaiakkal.
- 1481 – II. Bajazid oszmán szultán legyőzi rivális testvérét, Dzsemet.
- 1789 - Leteszik a labdaházi esküt a francia forradalom kezdetén Nemzetgyűléssé átalakult Rendi Gyűlés képviselői.[1]
- 1837 – Viktória királynő kerül Nagy-Britannia és Írország trónjára.
- 1928 – Puniša Račić merényletet hajt végre a belgrádi parlamentben Stjepan Radić és más HSS-vezető ellen.
- 1940 – A palmiryi vérengzés során a lengyel politikai, kulturális és társadalmi elit 358 tagját gyilkolják meg két nap alatt náci németek a Palmiry melletti erdőben.
- 1963 – A Szovjetunió  és az Amerikai Egyesült Államok megállapodása a Kreml és a Fehér Ház közti forró drótról (állandó közvetlen telefonkapcsolat).
- 1991 – A Német Parlament meghozza döntését, hogy Bonnból Berlinbe költözik.
- 1997 – Horn Gyula magyar miniszterelnök és Angelo Sodano bíboros, vatikáni külügyi államtitkár Rómában egyezményt írtak alá a Római katolikus egyház ingatlanainak visszaszolgáltatásáról és más vitás kérdések rendezéséről.

### Sportesemények
Formula–1
- 1954 –  belga nagydíj, Spa-Francorchamps - Győztes: Juan Manuel Fangio (Maserati)
- 1971 –  holland nagydíj, Zandvoort - Győztes: Jacky Ickx (Ferrari)
- 2004 –  amerikai nagydíj, Indianapolis - Győztes: Michael Schumacher (Ferrari)

Labdarúgás
- 1976 – A Jugoszláviában megrendezett  V. labdarúgó Európa-bajnokságot Csehszlovákia nyeri, Panenka 11-esből szerzett góljával.
- 2023 – Magyarország–Litvánia, Európa-bajnoki selejtező mérkőzés (980. hivatalos mérkőzés), Budapest, Puskás Aréna

## Születések
- 1566 – III. Zsigmond lengyel király († 1632)
- 1803 – Asbóth Lajos honvéd ezredes († 1882)
- 1819 – Jacques Offenbach francia zeneszerző († 1880)
- 1824 – Podmaniczky Frigyes báró magyar politikus, író, († 1907)
- 1859 – Christian von Ehrenfels osztrák filozófus, a gestaltpszichológia egyik alapítója és előfutára († 1932)
- 1881 – Szentgyörgyi István magyar szobrászművész († 1938)
- 1884 – Zadravecz István ferences szerzetes, tábori püspök, politikus († 1965)
- 1909 – Errol Flynn ausztrál színész († 1959)
- 1911 – Paul Pietsch német autóversenyző († 2012)
- 1915 – Terence Young brit filmrendező (James Bond-filmek, Thunderball) († 1994)
- 1918 – George Lnych amerikai autóversenyző († 1997)
- 1919 – Kamilly Judit Jászai Mari-díj-as magyar színésznő († 1974)
- 1924 – Rainer Barzel német kereszténydemokrata politikus, miniszter († 2006)
- 1927 – Dargay Attila animációs filmrendező („Pom-Pom”, „Vuk”, „Az Erdő Kapitánya”) († 2009)
- 1928 – Martin Landau Oscar-díjas amerikai színész († 2017)
- 1931 – Olympia Dukakis Oscar-díjas amerikai színésznő  († 2021)
- 1933 – Danny Aiello olasz származású amerikai színész († 2019)
- 1934 – Lubik Hédy, hárfás, hárfa- és kamarazene-tanár († 2022)
- 1942 – Brian Wilson kétszeres Grammy-díjas amerikai dalszerző, producer, énekes, The Beach Boys frontembere († 2025)
- 1943 – Kelemen Márta magyar színésznő, énekesnő
- 1946 – André Watts, amerikai zongoraművész († 2023)
- 1949 – Lionel Richie amerikai énekes zeneszerző
- 1950 – Gudrun Landgrebe német színésznő („Redl ezredes”, „Derrick”-sorozat)
- 1957 – Takáts Tamás Máté Péter-díjas magyar rock- és bluesénekes, Karthago együttes tagja
- 1960 – Nigel John Taylor angol basszusgitáros (Duran Duran)
- 1961 – Zsótér Sándor Kossuth-díjas magyar rendező, színész, dramaturg, egyetemi docens
- 1967 – Nicole Kidman ausztrál származású, Oscar-díjas amerikai színésznő
- 1967 – Lovasi András Kossuth-díjas magyar énekes, szövegíró, a Kispál és a Borz együttes énekese
- 1967 – Pungor András magyar író, újságíró
- 1968 – Robert Rodríguez mexikói származású amerikai rendező
- 1969 – Lévai Mária magyar hárfaművész († 2018)
- 1971 – Debrei Zsuzsanna magyar színésznő
- 1973 – Somos András magyar újságíró
- 1973 – Tom Wlaschiha német színész
- 1974 – Borsos Beáta magyar színésznő
- 1978 – Frank Lampard  profi angol labdarúgó, jelenleg a Chelsea FC és az angol válogatott középpályása
- 1979 – Márkus Judit magyar színésznő
- 1980 – Dauda Izobo nigériai ökölvívó
- 1984 – Szöllősi Mátyás költő, író
- 1988 – Bárkányi Arnold magyar labdarúgó
- 1990 – Fábián Péter magyar színész
- 1990 – Iváncsik Ádám kézilabdázó

## Halálozások
- 0840 – I. (Jámbor) Lajos frank császár[2] (* 778)
- 1621 – Forgách Zsigmond, Magyarország nádora (* 1560 előtt)
- 1837 – IV. Vilmos brit király (* 1765)
- 1850 – Antal Mihály nyelvész, könyvtáros (* 1793)
- 1900 – Meszlényi Jenő honvédtiszt, Kossuth Lajos sógora (* 1814)
- 1919 – Csontváry Kosztka Tivadar magyar festőművész (* 1853)
- 1922 – Wilhelm Hallwachs német fizikus, a fényelektromos jelenséget vizsgálta, melyet róla neveztek el Hallwachs-hatásnak (* 1859)
- 1929 – Olgyai Viktor magyar festőművész, magyar grafikus (* 1870)
- 1933 – Clara Zetkin német szocialista politikus és nőjogi aktivista (* 1857)
- 1952 – Luigi Fagioli olasz autóversenyző, Formula–1-es pilótaként, a legidősebb világbajnok futamgyőztes 53 éves korában elért sikerével (* 1898)
- 1957 – Soós Imre Jászai Mari-díjas színész („Körhinta”)  (* 1930)
- 1973 – Keleti Márton háromszoros Kossuth-díjas magyar filmrendező („Mágnás Miska”, „A tizedes meg a többiek”) (* 1905)
- 1988 – Környey István orvos, ideggyógyász, a magyarországi idegsebészet úttörő alakja (* 1901)
- 1993 – Sárosi György magyar válogatott labdarúgó volt (* 1912)
- 2004 – Marton Katalin magyar színésznő (* 1956)
- 2008 – Ignácz Zoltán főhadnagy, pilóta (* 1976)
- 2008 – Janicsek András alezredes, pilóta (* 1965)
- 2011 – Ryan Dunn színész, kaszkadőr, a Jackass tagja (* 1977)
- 2018 – Kányádi Sándor Kossuth-díjas magyar költő, a nemzet művésze (* 1929)
- 2022 – Geosits István, magyarországi születésű burgenlandi horvát bibliafordító és író (* 1927)
- 2024 – Donald Sutherland, kétszeres Golden Globe-díjas kanadai színész (* 1935)

## Nemzeti ünnepek, emléknapok, világnapok
- A Menekültek világnapja
- Argentína: a zászló napja Manuel Belgrano halálának évfordulóján.
- Boldog Ebner Margit emléknapja a római katolikus egyházban